# ФК Санто Андре
ФК Санто Андре (порт. Esporte Clube Santo André) је бразилски фудбалски клуб из Санто Андреа, Сао Пауло.